# Dritte Schlacht um Gaza
1915: Suezkanal
1916: Romani – Magdhaba
1917: Rafah – Gaza (1) – Gaza (2) – Patt an der Palästinafront – Beerscheba – Tel el Khuweilfeh – Gaza (3) – El Mughar – Jerusalem
1918: Jericho – Tell ’Asur – Jordan (1) – Jordan (2) – Abu Tellul – Megiddo
Die Dritte Schlacht von Gaza vom 1. bis 7. November 1917 wurde zwischen britischen und osmanischen Streitkräften während der Palästina-Kampagne des Ersten Weltkrieges ausgetragen. Sie folgte unmittelbar nach der Schlacht von Beerscheba (Beʾer Scheva) und beendete die Pattsituation in Südpalästina zu Gunsten der britischen Commonwealth-Streitkräfte der Triple Entente. Die von den osmanischen Truppen seit März 1917 stark ausgebaute Linie zwischen der Küste von Gaza bis Tel al-Khuweilfe (Tel Chalif westlich von Lahav) musste in der Nacht des 6. November geräumt werden. Nur die Stellungen bei Tel asch-Scheria, unterstützt durch den Halt auf der osmanischen Militärbahn Masʿūdiyya–Sinai dort, hielten noch stand, bevor auch sie am 7. November fielen.

## Vorgeschichte

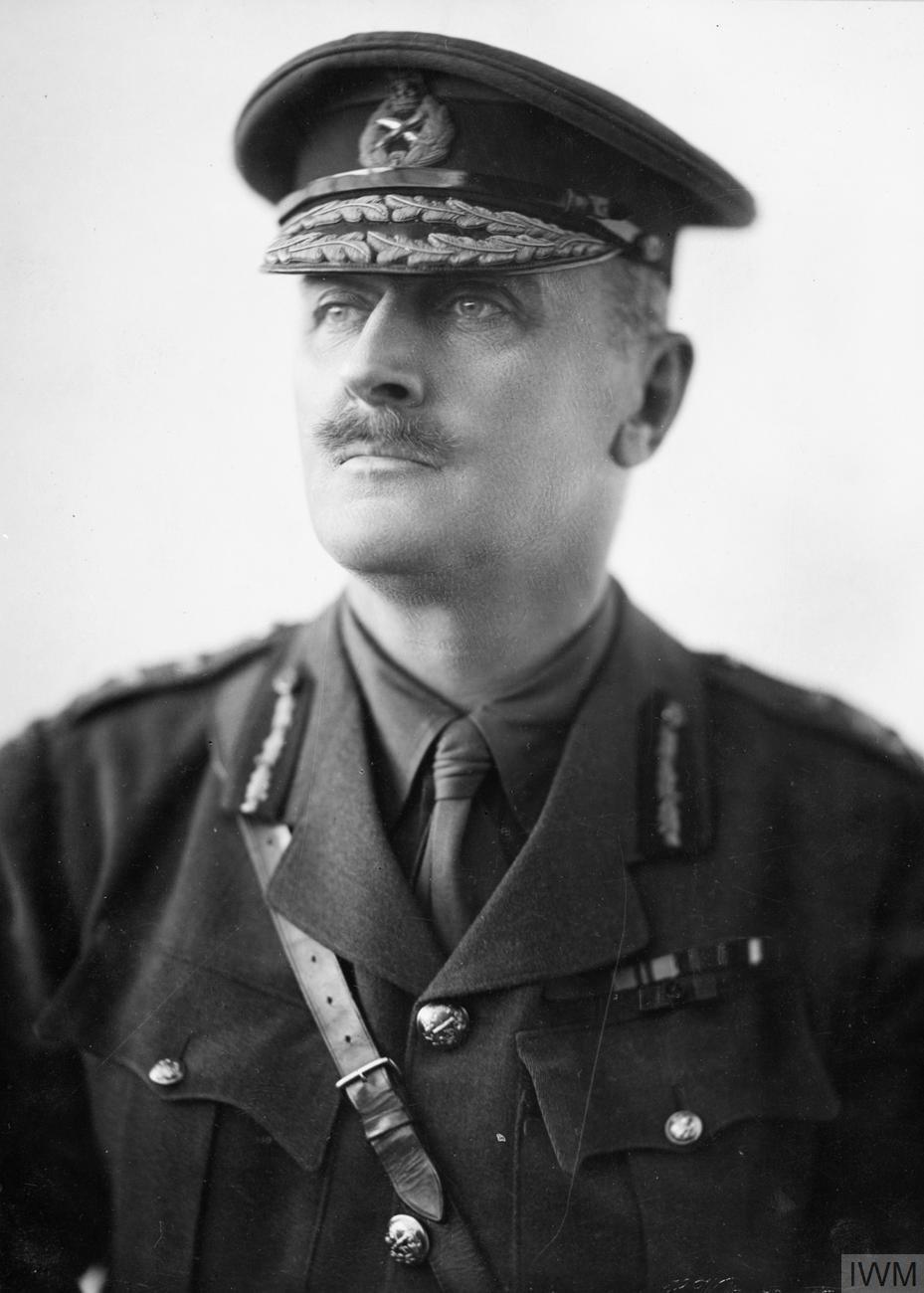
Edmund Allenby (1917)

Zwei Versuche der Engländer, Gaza zu erobern, waren am 26. März (Erste Schlacht um Gaza) und am 19. April (Zweite Schlacht um Gaza) unternommen worden. Obwohl die Briten auch die Seeherrschaft an der Küste des Mittelmeeres innehatten, endeten beide Angriffe als kostspielige Misserfolge. Danach hatten sich beide Seiten in ein Patt manövriert. Am 28. Juni 1917 erhielt General Edmund Allenby, ehemals Kommandeur der britischen 3. Armee an der Westfront, das Oberkommando und übernahm die Planung der künftigen Operationen. Die Egyptian Expeditionary Force (EEF) wurde während der Pattsituation neu organisiert und verstärkt, um die stark verankerten Stellungen der osmanischen Streitkräfte zwischen Gaza und Beʾer Scheva überwinden zu können.

### Vorbereitungen
Allenby wurde vom Kriegskabinett angewiesen, die Offensive so früh wie möglich im September beginnen, bevor die osmanische Armee ihre Streitkräfte nach dem Kriegsaustritt Russlands wieder verstärken konnte. Der Chef des Imperialen Generalstabs, General William Robertson, versicherte Allenby, dass „alles Mögliche“ getan wurde, um die EEF wieder auf volle Stärke zu bringen. Bis Mitte Oktober wartete Allenby weitere Verstärkungen aus England ab. Am 17. Oktober schrieb Allenby an Robertson, dass die 75. Division bereits vollständig eingetroffen sei, die 10. (irische) Division jedoch etwa 3.000 Fieberkranke habe und bei der B-Company die Divisionsartillerie noch nicht verfügbar sei.

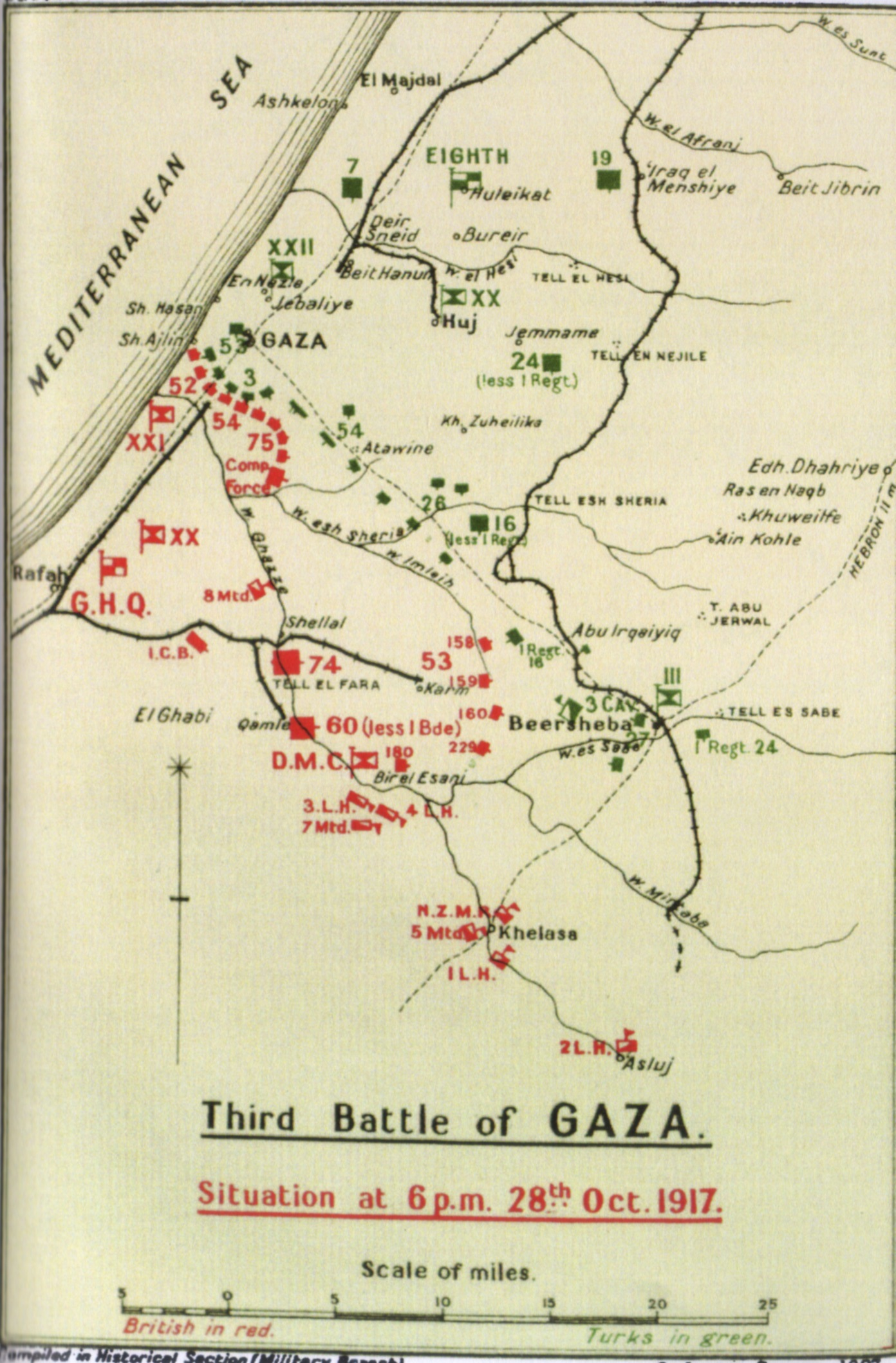
Die Gaza-Beerscheba-Linie am 28. Oktober 1917

In der Nacht vom 20. auf den 21. Oktober wurden Einheiten des XX. Corps nach vorne geschickt, um Versorgungsdeponien zu organisieren und benötigte Wasserspeicher in Esani zu bauen, während Ingenieure des Desert Mounted Corps im Hinterland bei al-Chalaṣa (23 km südwestlich Beʾer Schevas) und Asluǧ (bei Maschʿabbej Sadeh) neue Wasserquellen erschlossen, die zuvor von ihnen erkundet worden waren. Die Normalspur der Bahnstrecke Rafah–Beʾer Scheva (Imara-Linie) wurde fertiggestellt und die Bahnstation am 28. Oktober als Voraussetzung für den benötigten Nachschub eröffnet.

### Streitkräfte der Angreifer
Die offizielle Kampfstärke der EEF am 28. Oktober betrug 85.000 Mann bei der Infanterie und etwa 15.000 Reiter bei den berittenen Brigaden. Die tatsächliche Stärke betrug jedoch nur etwa 60.000 Mann und 12.000 Reiter. Dies entsprach bei einem vergleichbaren Verhältnis zum Gegner einer Überlegenheit von 2:1 bei der Infanterie, 8:1 bei der Kavallerie und etwa 3:2 bei den Geschützen.
Ende Oktober umfasste die Kampfkraft des verstärkten Egyptian Expeditionary Force dann etwa 100.200 Mann, 46.000 Pferde, 20.000 Kamele, mehr als 15.000 Maultiere und Esel sowie Hunderte von Artilleriegeschützen: 
Desert Mounted Corps, Generalleutnant Sir Harry Chauvel (745 Offiziere und 17.935 Mann) 
- ANZAC-, Australian- und Yeomanry-Mounted Division

XX. Corps, Generalleutnant Philipp Chetwode (1.435 Offiziere und 44.171 Mann) 
- 10., 53., 60. und 74. Division

XXI. Corps, Generalleutnant Edward Bulfin (1.154 Offiziere und 34.759 Mann) 
- 52., 54. und 75. Division.

### Schlacht bei Beerscheba
Der Angriff auf Beerscheba (Beʾer Scheva) war der Schlüssel zum gesamten britischen Plan, aber die Attacke verzögerte sich bis zur Nacht des 30. Oktober, als das Desert Mounted Corps am rechten Flügel seine Angriffspositionen einnehmen konnte. Am Nachmittag des 31. Oktober befahl der Kommandeur des Desert Mounted Corps der australischen 4. Lighthorse Brigade unter Brigadegeneral William Grant, den entscheidenden Schlussangriff durchzuführen. Der osmanische Widerstand in Beʾer Scheva brach schnell zusammen, die osmanische Garnison wurde größtenteils gefangen genommen, den Osmanen gelang es nur, zwei der 17 Brunnen zu zerstören. Darüber hinaus gelang es den Australiern, zwei Reservoire mit jeweils 90.000 Gallonen intakt zu erbeuten. Nach dem Verlust Beʾer Schevas zogen sich die osmanischen Verteidiger nach Nordwesten in Richtung Tel asch-Scheria und nach Norden in Richtung Tel al-Khuweilfe zurück. Diejenigen, die sich nach Norden zurückzogen, sollten das Hauptquartier der osmanischen 7. Armee in Hebron und die Straße nach Norden nach Jerusalem in weniger als 80 km Entfernung verteidigen. Hier wurden beträchtliche osmanische Truppen, einschließlich aller verfügbaren Reserveeinheiten, im Gebiet Tel al-Kuweilfe konzentriert, um die starken Angriffe der berittenen ANZAC-Truppen zu stoppen.

## Schlacht um Gaza
Während die Schlacht von Beerscheba (Beʾer Scheva) abflaute, begann an der Küste Palästinas die Offensive des XXI. Corps durch die 52. (Lowland), die 54. (Ostanglien) und die 75. (Yeomanry) Division. Der Hauptzweck dieser Operationen war es, die 8000 Mann starke osmanische Garnison von Gaza, die von 116 Kanonen unterstützt wurden, an Ort und Stelle festzuhalten, um dem rechten Flügel die Umfassung zu erleichtern.
Das XXI. Korps startete in der Nacht vom 1. auf 2. November um 23:00 Uhr den Angriff auf Umbrella Hill. Der zweite Angriff wenige Stunden später, wurde um 3:00 Uhr gegen die al-Arisch und Rafah Redout angesetzt. Diese Angriffe, die sich auf einen 3,2 km langen Abschnitt der Verteidigungsanlagen zwischen Umbrella Hill und der Küste konzentrierten, zielten darauf ab, drei Reihen von osmanischen Grabenkomplexen zu erobern. Während dieser Angriffe, die Gaza nicht frontal stürmen sollten, sondern nur die Schützengräben wegzunehmen hatten, setzte das XXI. Korps neue Infanterietaktiken ein. Es wurde dabei von Panzern und einer großen Menge Artillerie unterstützt, die nach dem Vorbild der Angriffe an der Westfront organisiert wurden.
Der erste direkte Angriff auf Gaza fand am 2. November vor Tagesanbruch statt, als die 54. Division das osmanische Grabensystem in den Dünen zwischen Gaza und dem Meer angriff. Dieser Nachtangriff von gut vorbereiteten Truppen mit überwältigender Artillerie erhielt die Unterstützung von sechs Mark IV-Panzern. Die britische Infanterie rückte am Morgen an einer 4,6 km langen Front etwa 3,2 km vor und hielt ihre Geländegewinne trotz wiederholter osmanischer Gegenangriffe fest. Die Opferzahlen waren für beide Seiten hoch, doch der Durchbruch konnte nicht erzwungen werden.
Am 2. November erfolgte am rechten Flügel der Angriff der 7. Yeomanry-Kavallerie-Brigade und des 8. Lighthorse Regiment in Richtung auf Khuweilfe, der von der osmanischen Maschinengewehren, unterstützt von deutscher Artillerie, abgewiesen wurde. Die Angriffe bei Khuweilfe gingen anfangs zugunsten der Verteidiger aus. Die Osmanen hielten weiterhin die benötigten Wasservorräte im Norden in Khulweilfe, Jemmeh und Huj (al-Hudsch, wo eine Verzweigung der osmanischen Militärbahn at-Tina–Küste endete) in ihrer Hand, so dass die berittenen Brigaden jeweils nur einen Tag von Beʾer Scheva entfernt operieren konnten. Die Briten hatten eine falsche Einschätzung der gegnerischen Stärke gemacht: obwohl Verstärkungen herangezogen worden waren, um den Angriff zu unterstützen, behaupteten sich die Osmanen durch ständig herangeführte eigene Verstärkungen.
Bis zum 4. November war es den englischen Ingenieuren gelungen, in Beʾer Scheva einen Wasserfluss von 390.000 Gallonen pro Tag zu erzeugen, der ausreichte, um die britischen Streitkräfte ausreichend zu versorgen. In der Morgendämmerung des 6. November wurde der nächste Schlag von den Briten geführt, als alle drei Divisionen des XX. Korps (einschließlich der 10. irischen Division) an der breiten Front nahe ash-Scheria gegen die Mitte der osmanischen Linie angriffen. Die angestrebten Angriffsziele wurden um 13.00 Uhr erreicht. Während die 74. Division rechts aufgehalten wurde, konnten die 10. und 60. Division um 14.30 Uhr durch die osmanische Verteidigung einbrechen, wobei die 60. Division den Bahnhof ash-Scheria auf der osmanischen Militärbahn Masʿūdiyya–Sinai eroberte. Das XX. Korps und die Kavallerie drangen in die Hügel nordöstlich und nördlich von Beʾer Scheva ein und rollten die Linie zwischen asch-Scheria und Hareira (Tel Haror) auf. In der Nacht des 5. November waren die Angriffstruppen in neuer Position versammelt – die 60., 10. und die 74. Division am linken Flügel gegen Kaufchah angesetzt, während die Kavallerie rechts gegen Scheria angreifen und dabei die 53. Division auf der äußersten rechten Flanke sichern sollte. Der Angriff wurde im Morgengrauen durchgeführt, und bis zum Mittag waren die meisten Ziele erreicht. Kaufachah und Rushdi wurden genommen, der Ort Hareira erreicht. Am Abend war die Yeomanry-Brigade vor der Bahnstation von Sheria angekommen und die 53. Division hatte Tel al-Khuweilfe genommen.
Bis zum 5. November behielt der für die Verteidigung von Gaza zuständige Kommandeur des osmanischen XXII. Korps, Oberst Refet Bele, die Verteidigung von Gaza aufrecht, obwohl die Artillerie-Batterien der Garnison nur noch über etwa 300 Granaten verfügten. Diese Batterien hatten auch unter dem wirksamen Batteriefeuer der Heavy Artillery Groups des britischen XXI. Corps gelitten. Refet war am Tag zuvor gewarnt worden, dass eine Evakuierung wegen des Verlustes Beʾer Schevas notwendig sein könnte. Daher wurden erste Maßnahmen für den vollständigen Rückzug aus der Stadt in der Nacht vom 6. auf den 7. November auf eine neue Verteidigungslinie im Wadi Hesi eingeleitet.

### Schlacht von Tel al-Khuweilfeh
Die Offensive bei Tel al-Khuweilfeh, die am 1. November von General Allenby gestartet worden war, brachte schließlich mit den Angriffen auf Hareira und Sheria am 6. und 7. November den Höhepunkt. Die Stärke des gegen Tel al-Khuweilfeh eingesetzten Desert Mounted Corps war durch die Entscheidung, die Yeomanry Mounted Division, die New Zealand Mounted Rifles Brigade und die 11. und 12. Light Armored Car Batterien von den judäischen Hügeln abzuziehen, um die Angriffe der 53. (walisischen) Division an der Küste zu unterstützen, um fast die Hälfte verringert worden. Es waren nur mehr 8.000 Reiter von den 17.000 Kavalleristen verfügbar, um am Durchbruch teilzunehmen. Die Anzac Mounted Division bestand hier vorerst nur noch aus zwei Brigaden, der Maschinengewehr-Abteilung sowie der australischen Ingenieurfield-Squadron, die immer noch daran arbeiteten, die Wassermengen zu vergrößern, die aus den Beʾer Scheva-Brunnen geschöpft wurde.
Der Flankenangriff auf die osmanische Frontlinie wurde am 6. November gegen die Mitte der osmanischen Front zwischen Hareira und Scheria durchgeführt, es wurde eine Lücke für das Desert Mounted Corps angestrebt, um über Huj zur Küste des Mittelmeeres durchzustoßen. Für den Hauptstoß verfügbar waren die 1. und 2. Lighthorse-Brigade, die 4. Lighthorse- und 5. Mounted Brigade, während die 3. Lighthorse Brigade darauf wartete, vom Außenposten zwischen XX. und XXI. Corps abberufen zu werden.
Um 9:00 Uhr sollte sich eine Brigade der Australian Mounted Division in Buteihah mit der ANZAC Mounted Division verbinden, welche die osmanische Vorposten bereits stetig zurückdrängen konnte. Die Australian Mounted Division war jedoch aufgrund von Verzögerungen bei der Eroberung von Tel ash-Scheria erst nach Einbruch der Dunkelheit in der Lage, voranzukommen. Nach der Teilnahme an der erfolglosen Attacke konnten die Pferde des 11. Lighthorse Regiments am 8. November um 6:00 durch den Wasserturm von Sheria gewässert werden, wo das Regiment auch Rationen und Futter aus speziellen Notrationen ihrer B-Staffel erhielt. Um 7:30 Uhr teilte die 4. Lighthorse Brigade dem Regiment mit, dass die Brigade um 9:00 Uhr in nördlicher Richtung das Wadi Sudeh hinaufrückte. Die 4. Lighthorse-Brigade konzentrierte sich 800 Meter südlich von Tel el Sheria, während das 12. Light Horse Regiment an der Spitze der Brigade begann, nach Norden vorzurücken. Von der Vorhut wurde aufgeklärt, dass sich die osmanischen Kolonnen am 7./8. November um Mitternacht von Atawineh nach Norden in Richtung Huj und Beit Hanun absetzten.

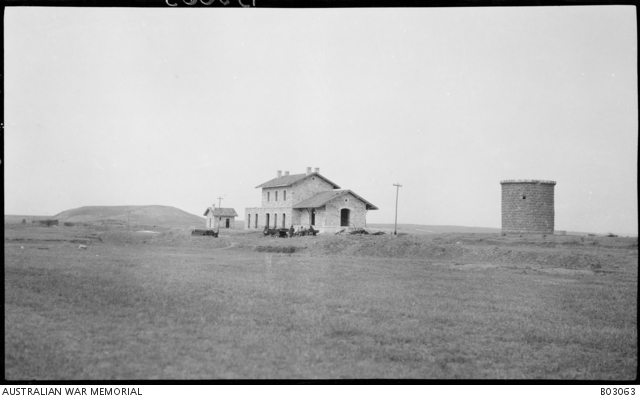
Bahnhof asch-Scheria, 1917

Im Osten eroberte die irische 10. Division am 7. November die Hareira-Redoute und die 60. Division stürmte am Nachmittag Tel al-Scheria. Die letzten osmanischen Positionen in der alten Verteidigungslinie waren die von der osmanischen 54. Division gehaltene Panzerredoute und die Atawineh-Redoute. Auch diese wurden am 8. November von der 75. Division bei schwachen Widerstand erobert.

## Ausgang
Die osmanische Linie zwischen Gaza und Beʾer Scheva war völlig überrannt worden, 12.000 osmanische Soldaten waren gefangen genommen oder kapitulierten. Die Opferung der osmanischen Nachhut verzögerte die britische Verfolgung und rettete die osmanische Armee vor Einkreisung und völliger Vernichtung. Allenby lieferte einen Monat später eine Depesche nach London, dass das Operationsziel – die Eroberung von Jerusalem – erreicht wäre.